# Шалготар'ян (футбольний клуб)
Футбольний товариський клуб «Шалготар'ян» (угор. Salgótarjáni Barátok Torna Club) — угорський футбольний клуб з однойменного міста, заснований у 1920 році. Виступає у Третій лізі. Домашні матчі приймає на стадіоні «То-Странді», місткістю 5 000 глядачів.

## Досягнення
- Перша ліга
  - Бронзовий призер (1): 1971–72
- Кубок Угорщини
  - Фіналіст (1): 1940–41.